# Владимирский тракт

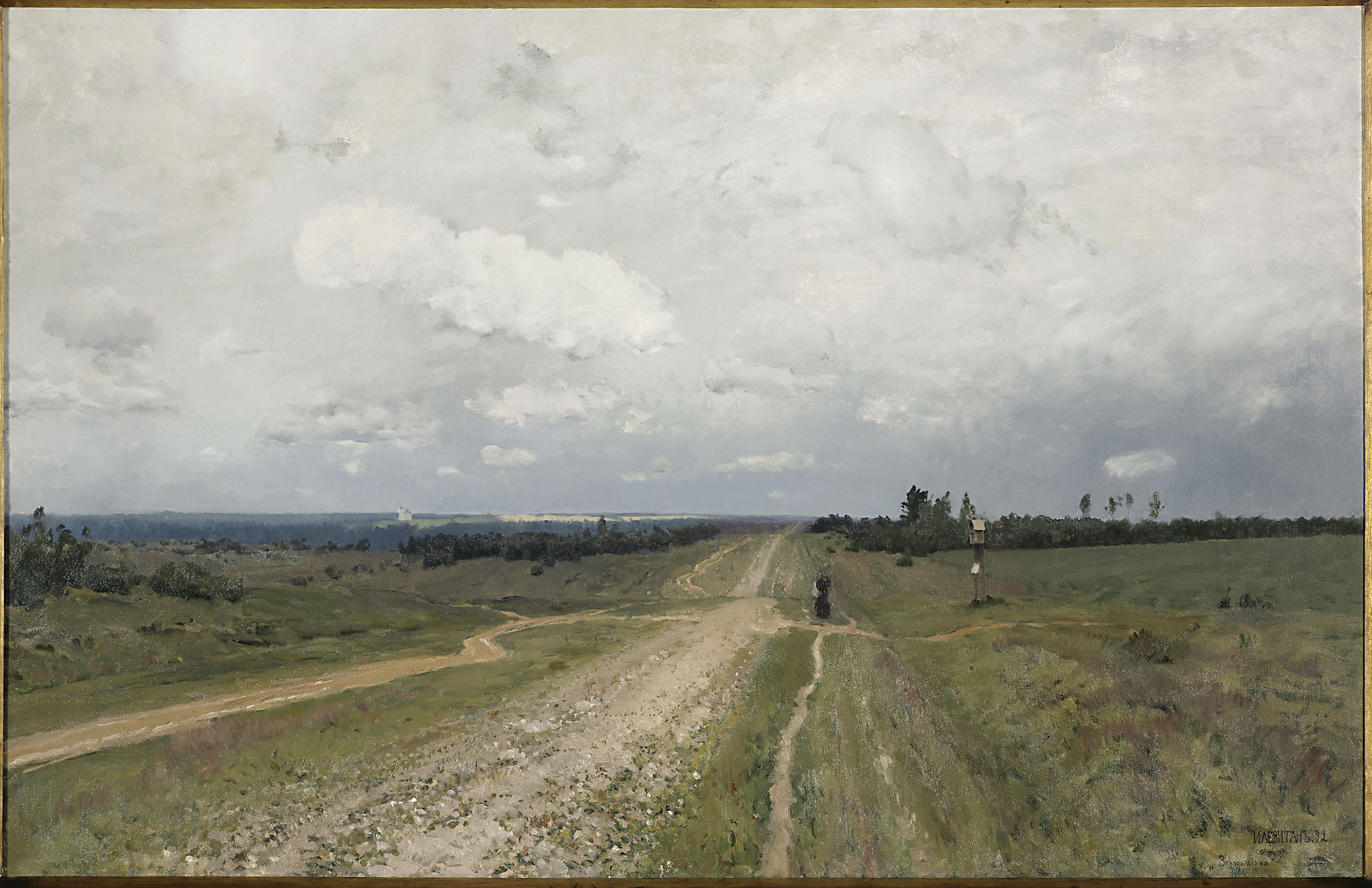
Исаак Левитан, «Владимирка», 1892

Влади́мирский тракт, (просторечное Влади́мирка) — название грунтовой дороги главного сообщения из Москвы на Владимир. Позже — Московско-Нижегородское шоссе. Владимирский тракт являлся частью Сибирского тракта. Возникла позже Великой Владимирской и Стромынской дорог.
Предположительно, термин «Владимирка» появился с жаргонного языка уголовных преступников XVIII века, которых ссылали в сибирские остроги по большой Владимирской дороге. Почти все русские тракты назывались народом сокращённо. Слово «Владимирка» вошло в русский разговорный и литературный лексикон как синоним понятия о безотрадно-мученическом пути на сибирскую каторгу. В настоящее время понятие Владимирка является анахронизмом. Весь путь от Москвы до Казани, по данным 1752 года, исчислялся длиною в 735 вёрст, на которых на Московский уезд приходилось не более 30, на Богородский уезд около 75 вёрст; от Москвы до Владимира протяженность тракта была в 180 вёрст. Принято считать, что Владимиркой назывался тракт от Москвы до Владимира, с его каторжной и пересыльной тюрьмами того времени. Но с точки зрения ссыльных каторжан весь путь от Москвы до Сибири был «Владимиркой».
Дозорные книги за 1680-й год называют её большой Владимирской дорогой. Известный же русский учёный XVIII века, академик И. И. Лепехин (1740—1802), путешествуя из Петербурга через Москву в Оренбург в 1796 году, называет эту дорогу на Владимир большой Московской дорогой. Разные же участки рассматриваемой дороги имели свои местные названия, соответственно названиям тех населённых мест, через которые участки пролегали. Так, участок от Москвы до города Богородска (в настоящее время — Ногинск) назывался то Богородской большой дорогой, то Рогожской, так как дорога начиналась от Рогожской заставы в Москве. Покровской дорогой назывался участок Владимирки, пролегавший через город Покров и т.д.
По закону от 24 марта 1833 года все грунтовые дороги Российской Империи делились на пять классов. Владимирский тракт, как большой путь от Москвы до Нижнего Новгорода, был отнесён к 1-му классу, то есть к дорогам главного или государственного значения.
Владимирский тракт был связан с соседним Стромынским трактом большаками и просёлками, тем более что расстояния между этими двумя дорогами были довольно незначительны на всем протяжении Стромынского тракта. Начиная от местечка Обухово около Богородска, с Владимирки на Стромынку вела дорога через деревню Анискино. Далее, из самого Богородска через село Ямкино и деревню Черноголовку. И ещё из Богородска шла дорога на Стромынку через Ильинский погост на реке Шерне ниже села Мамонтово), деревни Щекавцево и на село Стромынь; около деревни Щекавцево этот большак разветвлялся, и другая его ветвь шла на ту же Стромынку через деревни Боровково (на речке Дубенке — притоке Шерны), Новая, Зубцово и Черново, что в трёх верстах восточнее села Стромыни. Затем — дорога от города Покрова на город Киржач; дорога от Большой Пекши на Ульяниху; от Колокши, что недалеко от устья реки того же названия, через село Ставрово и Черкутино на город Юрьев-Польский, и на него же более ранняя дорога из Владимира. Одной из таких «перемычек» был Черкутинский торговый тракт.

## История

### Грунтовая дорога
По мнению известного краеведа П. П. Копышева, Владимирка появилась в конце ХV или начале ХVI столетий, т.е много позднее дорог на Владимир, проходивших через Переславль-Залесский и Юрьев-Польский, а позднее и по Стромынке. Д. Ходаковский пишет, что ещё в 1517 году путь из Москвы на Владимир шёл по Стромынке, в 1395 году через Троицкую Лавру и Юрьев. В 1417 году вероятно не было прямого сообщения между Москвой и Владимиром. О том, что Владимирка возникла в XVI веке говорится и в Энциклопедическом лексиконе А. А. Плюшара. В нём сказано, что первое ямщицкое поселение на месте современного Ногинска (в прошлом Богородска Московской губернии) возникло после присоединения к России Казанского ханства Иваном Грозным. До этого во Владимирский край ездили по Троицкой и Стромынской дорогам.

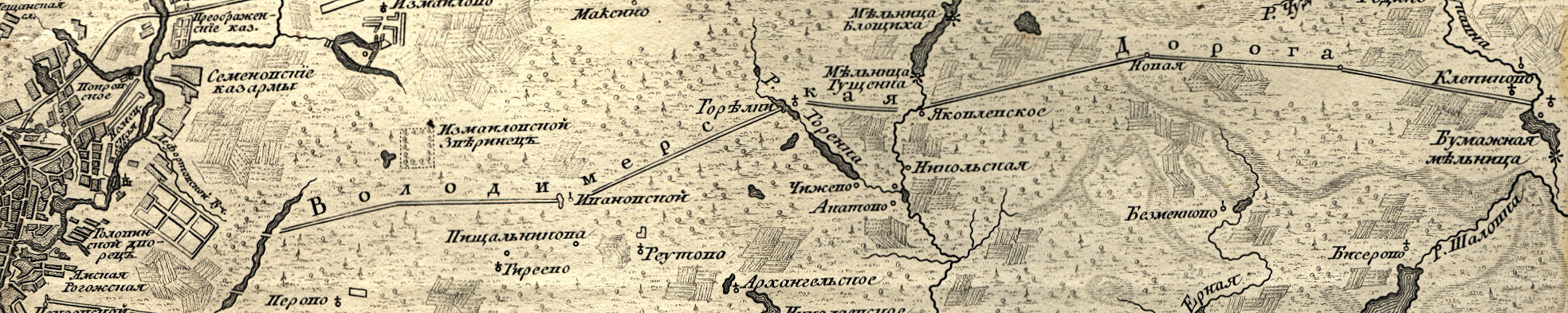
Владимирская дорога. Фрагмент Плана Царствующаго Града Москвы с показанием лежащих мест на тритцать вёрст округ. 1766 год

От Яузского моста она шла по Николоямской улице, затем, оставляя влево Спасо-Андроников монастырь, по Вороньей улице, далее к Рогожской заставе, справа от которой в черте тогдашней Москвы существовала Рогожская ямская слобода, а за заставой, также справа, простирались земли этой слободы для выгона скота. Рогожская застава находилась сразу за часовней Проща, в конце Вороньей улицы. Практически сразу от Рогожской заставы вправо по диагонали уходила просёлочная дорога, связывавшая Владимирскую дорогу с Рязанской. Далее участок старой Владимирки совпадает с нынешним Шоссе Энтузиастов. За Третьим транспортным кольцом Шоссе Энтузиастов поворачивает несколько влево, Владимирская же дорога следовала по прежнему направлению; сейчас на месте, где она проходила, стоит торговый центр (улица Душинская, дом № 12, строение 5), далее дорога выходила в район 1-й Кабельной улицы, далее к 2-й Кабельной улице. Дом № 10 по 2-й Кабельной улице стоит как раз на ней. На месте этого дома в начале XIX века находился Перовский трактир. Далее дорога проходила через дом № 22/12 по Авиамоторной улице, шла чуть правее продолжения 2-й Кабельной улицы и выходила к платформе Новая Казанского направления. Эта железнодорожная станция находится как раз на Владимирской дороге. Далее дорога проходила мимо того места, где ныне находится гигантская ТЭЦ, миновала Окружную железную дорогу в районе дома № 34 по Шоссе Энтузиастов, и на некотором расстоянии, от дома № 38, вновь следовала вдоль современного Шоссе Энтузиастов. В этом месте, слева от дороги, в начале XIX века протекала речка Синичка. Примерно от станции метро «Шоссе Энтузиастов» (дом № 31), дорога опять уходила влево. Миновав современную улицу под названием Электродный проезд, дорога на некотором расстоянии следовала по аллее, параллельной Шоссе Энтузиастов. В начале XIX века здесь простирались густые леса. Далее дорога пересекала Главную аллею Измайловского парка, проходила позади от стадиона «Авангард» и выходила на едва заметную аллею, ведущую по диагонали к Шоссе Энтузиастов. Эта аллея — сохранившаяся часть Владимирской дороги. У дома № 86, строение 3 дорога пересекала Шоссе Энтузиастов, проходила через строения больницы № 60, и выходила в нынешний Терлецкий парк. Справа от дороги лежали владения села Гиреево. Дорога шла мимо прудов (ныне Терлецких), поворачивала влево, проходила у пересечения Свободного проспекта и Саянской улицы, шла через дома № 3 корпус 1, № 7, № 9, № 13 корпус 1 по Саянской улице и выходила к церкви села Ивановское. Само село лежало вдоль дороги с левой стороны вплоть до нынешней МКАД. У Ивановского дорога опять
поворачивала влево, переходя за МКАД в город Реутов (прежде известное с XV века село Реутово). Далее дорога следовала в районе Ивановской улицы, потом опять уходила влево, шла через современные
производственные территории в направлении железнодорожной платформы Стройка, через некоторое расстояние вновь сливаясь с Шоссе Энтузиастов, теперь уже на территории города Балашиха. Но за домом № 21 дорога опять уходила влево и следовала с левой стороны Шоссе Энтузиастов, почти параллельно ему. Потом начинались сплошные синусоидальные петляния Владимирки. Далее на её пути лежала усадьба Горенки.

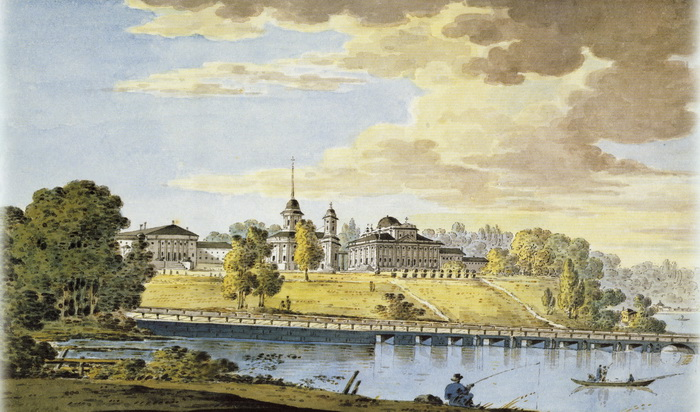
Пехра-Яковлевское в 1810 году

Далее Владимирка проходила через следующие населённые пункты: деревню Леонову, село Пехра-Яковлевское, деревню Новая (Богородского уезда, где находилась первая почтовая станция), село Початково Колпаково тож, сразу после реки Купавенка — село Демидово Купавна тож, Псарьки, сельцо Дранишниково Каменной Враг тож, село Сходня Федосово тож, сельцо Истомкино, село Кунцовское, уездный город Богородск (в прошлом село Рогожи, Старый Рогожский Ям, в настоящее время город Ногинск), в Богородске располагалась вторая почтовая станция. Далее следовали деревни Бункова, Кузнецы, Полуожерельева, Никулина (тут располагалась третья почтовая станция), далее дорога пересекала реку Дубна, служившую границей Московской и Владимирской губерний. Далее дорога шла через Покров на Владимир. Далее на восток, через города Ярополч (впоследствии Вязники), Гороховец, близ Флорищевой пустыни (на речке Лух) и в Нижний Новгород, а из него через Козмодемьянск, Чебоксары и Свияжск, в Казань и далее — на Урал и в Сибирь.
Владимирский тракт был началом одной из дорог в Астрахань. На пути в которую после города Владимир следовали через города: Муром, Арзамас, Лукоянов, Саранск, Пенза, Петровск, Саратов, Камышин, Царицын, Чёрный Яр, Енотаевск.
О качественном состоянии грунтовой Владимирки в его дошоссейно-ямской период, то есть до 1826 года ничего не известно. А в 1826 году по этому направлению началось строительство Московско-Нижегородского шоссе, закончившееся в 1837 году. В 1833 году А. С. Пушкин, выехав в Поволжье для сбора сведений и материалов о Пугачевском восстании, ехал на перекладных от Москвы до Нижнего Новгорода в течение пяти суток. В другой поездке А. С. Пушкин так описывал свои впечатления от Владимирского тракта: «Вы очень добры, предсказывая мне задержку в Богородске лишь на 6 дней. Мне только что сказали, что отсюда до Москвы устроено пять карантинов и в каждом из них мне придется провести две недели,— подсчитайте-ка, а затем представьте себе, в каком я должен быть собачьем настроении. В довершение благополучия полил дождь и, разумеется, теперь не прекратится до санного пути. Если что и может меня утешить, то это мудрость, с которой проложены дороги отсюда до Москвы; представьте себе, насыпи с обеих сторон,— ни канавы, ни стока для воды, отчего дорога становится ящиком с грязью,— зато пешеходы идут со всеми удобствами по совершенно сухим дорожкам и смеются над увязшими экипажами. Будь проклят час, когда я решился расстаться с вами, чтобы ехать в эту чудную страну грязи, чумы и пожаров,— потому что другого мы здесь не видим.»
По Владимирскому тракту непрерывно двигались обозы транзитных товаров и различных грузов из Урала и Сибири, Среднего и Нижнего Поволжья, а также из-за границы — из Китая, стран Средней Азии, Кавказа, Персии. Также Владимирка являлась транспортной артерией местной торговли, особенно в период действия Макарьевской, а впоследствии Нижегородской ярмарки. В Суздале, Юрьев-Польском, Александрове и Киржаче, а также придорожных сёла и деревнях Стромынского тракта, после открытия Владимирского тракта начался экономический спад. В населённых пунктах через которые пролегла Владимирка (Богородск, Павловский Посад, Покров, Орехово-Зуево, Судогда, Ковров, Вязники, Гороховец, Гусь-Хрустальный, Гусь-Железный) — экономический подъём.
Владимирский тракт важной военной сухопутной коммуникацией со времён Казанских походов и присоединения к Русскому царству Астраханского и Сибирского ханств. По нему же проходили народные ополчения в «смутное время» в начале XVII века для изгнания из Москвы и Подмосковья польско-литовских интервентов. Возрастающую роль дороги в жизни русского государства в XIV—XV веках закрепило создание ямской службы при Иване III (ямы — специальные станции с помещением для отдыха проезжающих, со сменой лошадей). В Москве было 6 ямских слобод, в том числе Рогожская. Дорога делилась на перегоны. От одной станции до другой ездили на перекладных. Перегоны устраивались через 30-50 верст. Из-за частой смены лошадей расстояние от Москвы до Владимира протяженностью 140 вёрст пассажиры преодолевали за сутки.

### Дорога для прогона скота
В 1845 году от Москвы до Владимира, была устроена особая дорога, для следования гуртов скота перегоняемых с Муромского тракта в Москву. Эта дорога была расположена по старой почтовой, и несколько раз пересекает линию шоссе. Цель её создания заключалась в том, чтобы не кованный рогатый скот не портил себе ног при долговременном переходе по камню, и чтобы гурты не делали затруднений и задержек при следовании по шоссе проезжающих и обозов. Дорога эта обошлась в 5240 рублей серебром. К 1869 году из-за нехватки средств на её ремонт находилась в плохом состоянии.

### Война 1812 года

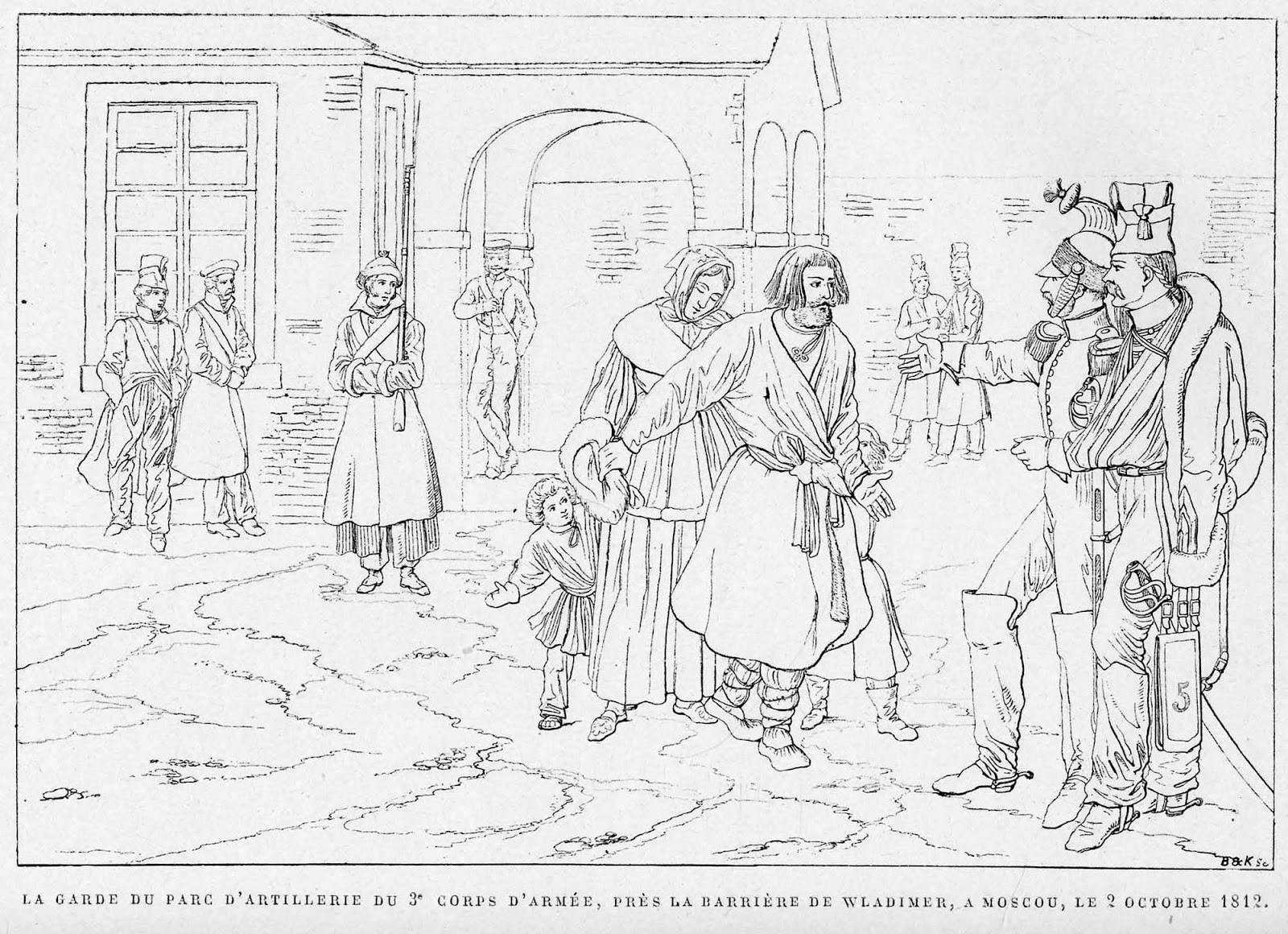
Сценка на Рогожской заставе 2 октября 1812 года.
Художник: Христиан Вильгельм фон Фабер дю Фор. В звании лейтенанта художник прошёл с армией Наполеона всю Русскую кампанию в составе корпуса маршала М. Нея.

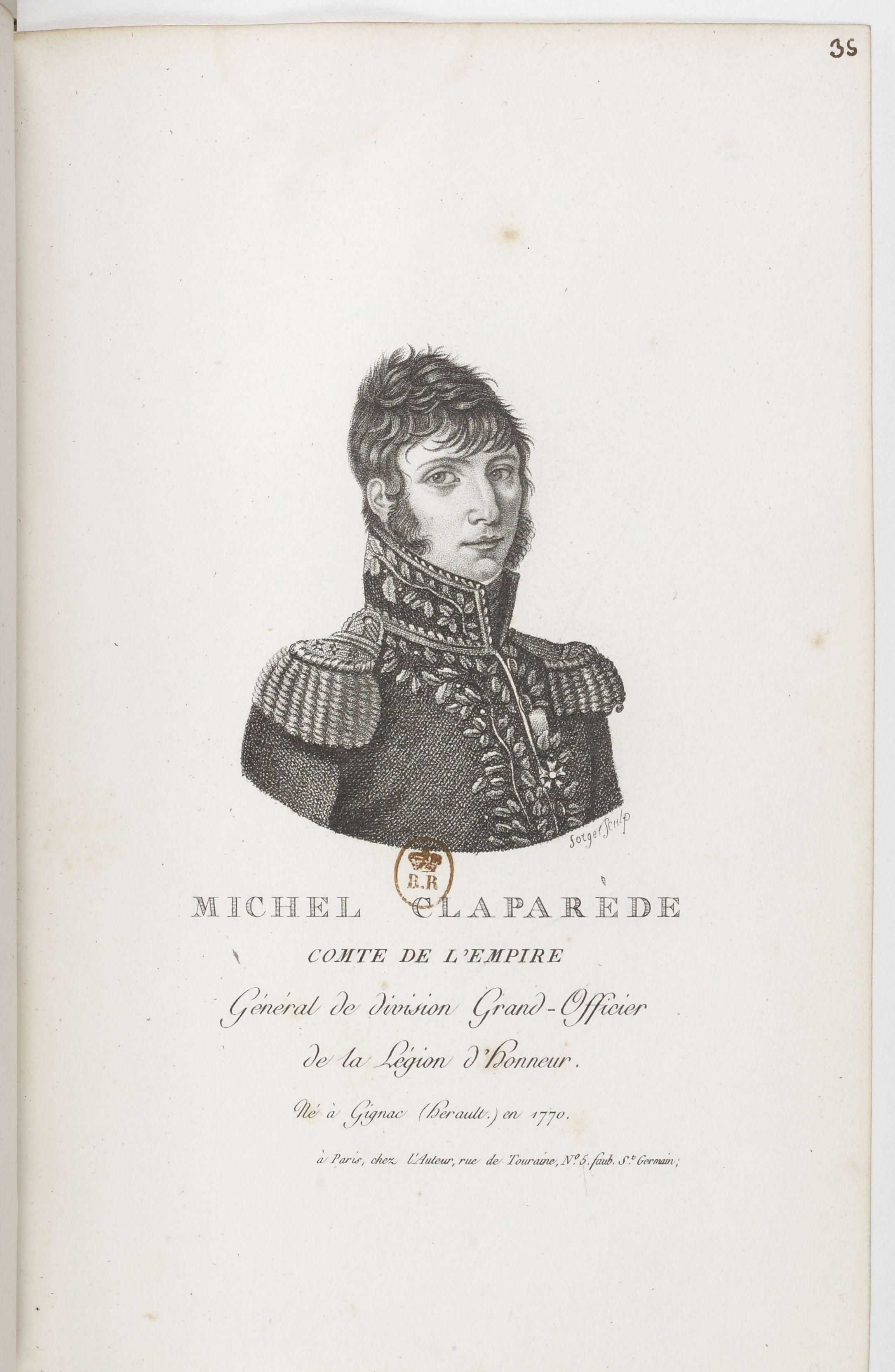
Мишель Мари Клапаред — дивизионный генерал Франции

Владимирская дорога сыграла весьма важную роль в событиях сентября-октября 1812 года. На ней и в её окрестностях развернулся целый ряд действий, в той или иной мере повлиявших на дальнейшее течение
Отечественной войны 1812 года.
На Военном Совете в Филях 1 сентября М. Б. Барклай де Толли высказал предложение: после оставления Москвы перейти с армией на Владимирскую дорогу. Это предложение было отвергнуто, так как оно не позволяло решить все задачи, осуществление которых позволяло бы переломить ситуацию в свою пользу. Было принято решение, пройдя через Москву двумя колоннами, выйти на Рязанскую дорогу и продолжить движение по ней. Население почти полностью покинуло город. Из воспоминаний шведского студента Московского Университета Эрика Густава Эрстрёма: «Тем временем мы всё далее отъезжали от Рогожской заставы, оставляя позади себя московские святыни. На дороге мы были не одни. Тысячи и тысячи людей разделяли с нами нашу судьбу. Дорога была столь широка, что повозки ехали в четыре ряда, но все равно было так тесно, что нам несколько раз приходилось останавливаться и ждать, пока многочисленные телеги не разъедутся друг с другом».
Воспользовавшись пожаром Москвы и бегством населения города (из почти 300000 человек осталось не более 6000 человек), окрестные крестьяне участвовали в интернациональном грабеже города. Тащили все подряд, включая оружие и возы медных денег, которые, на взгляд европейских солдат, не имели никакой ценности.
Ночь с 14 на 15 сентября 1812 года части армии Наполеона провели на Владимирской дороге рядом с деревней Андроновка — первого населённого пункта по Владимирке от Рогожской заставы. Утром 15 сентября командующему Легиона Вислы дивизионному генералу М. М. Клапареду было поручено возглавить преследование русских частей начавших организованный отход по Владимирской дороге. В начавшемся 15 сентября продвижении Великой армии по Владимирскому тракту приняли участие: 2-я дивизия пехоты бывшего Эльбского обсервационного корпуса под командованием дивизионного генерала графа Луи Фриана. 2-я дивизия пехоты была представлена 17 батальонами при 26 орудиях. Всего дивизия насчитывала 377 офицеров и 12426 нижних чинов. Наряду с немецкими подразделениями во вторую дивизию входил Испанский полк Жозефа Наполеона под командованием полковника барона Жана Батиста Мари Жозефа де Чуди (47 офицеров и 1678 нижних чинов) и части поляков из Легиона Вислы. В первый день войска прошли всего от четырёх до семи вёрст и остановились под селом Ивановским.
В то же самое время навстречу войску Наполеона по Владимирской дороге под общим командованием полковника Николая Петровича Поливанова шли два батальона из 4-й новосформированного пешего казачьего полка Владимирского губернского ополчения Покровского уезда (1200 ратников под командованием полковника Потапова и подполковника Секерина), 5-й полк под начальством полковника Черепанова и два батальона 2-го полка Спиридова. До встречи с Великой армией полк Поливанова повстречал отступавшие два полка казаков из отряда Ф. Ф. Винцингероде. Согласно сохранившимся документам, Поливанов, «узнав по дороге, что она занята неприятелем, отступил к Богородску, а затем к Покрову», где «показал особенную деятельность к излавливанию французских фуражиров и шпионов и к обезопасиванию прилежащих селений от неприятеля».
16 сентября части под командованием М. М. Клапареда выступили скорым маршем по свободной от русских воинских частей Владимирке и беспрепятственно дошли до города Богородска (ныне Ногинск), повстречавшись с передовыми русскими постами только к вечеру за городом. Первый марш отряда дивизионного генерала Клапареда по Владимирской дороге был совершён с целью разведки и практически не затронул окрестных населённых пунктов. Пройдя деревню Леоново, войско миновало мост через реку Пехорку и сделало первую остановку в селе Пехра-Яковлевское. Генрих Ульрих Людвиг фон Роос, участвовавший в марш-броске так описывал свои впечатления: «На следующий день 16 сентября мы продолжили наш путь по дороге, которая вела на Владимир и Казань. Мы проходили через очень красивые села, излучавшие зажиточность, с особенной планировкой, отмечая их чрезвычайную чистоту и украшения, которыми были отделаны дома, нам очень понравились». После переправы части под командованием М. М. Клапареда миновали границу Московского и Богородского уездов Московской губернии и прошли небольшую деревню Новая, затем деревню Щемилово. На участке от Щемилово до Старой Купавны до наших дней сохранились черты древней Владимирской дороги. После Щемилово по Владимирке войско пришло в деревню Кутузово (указана на карте Ф.Шуберта) перед мостом через речку Купавинку. Здесь Клапаред сделал вторую остановку и укрепил мост для переправы артиллерии, после чего войска вступили в село Старая Купавна. Далее отряд Клапареда последовательно миновал деревни Псарьки, Доможирово, Истомкино, Жуково и вошел в почти полностью оставленный местными жителями город Богородск.

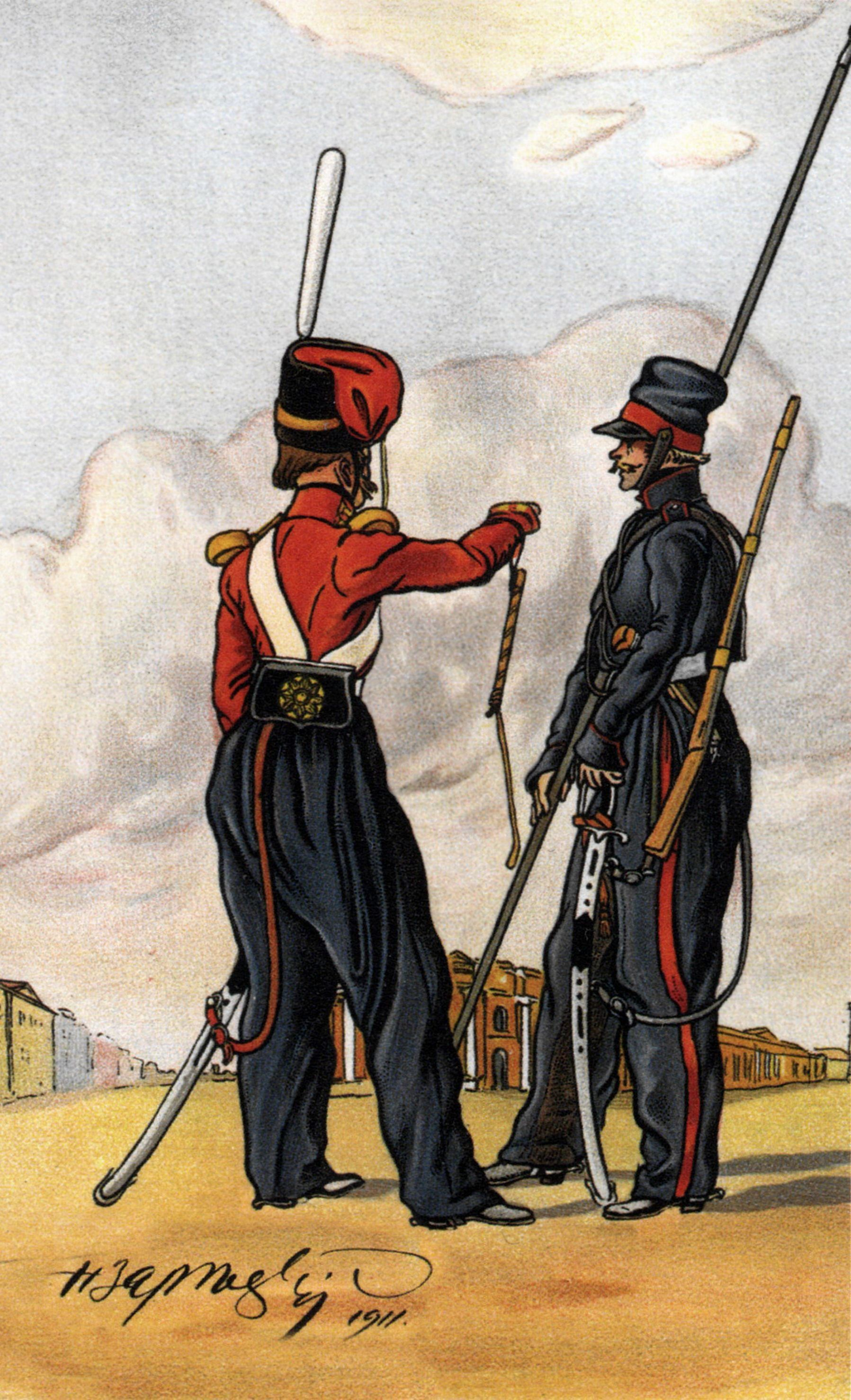
Обер-офицер и рядовой казак Великого Войска Донского начала XIX века.

Генрих Роос так описывает этот день: «Мы заметили врага только вечером, тогда как мы приблизились к расположенному справа от дороги маленькому городку, сплошь деревянному, называемому Богородск. В то время как наша кавалерия занимала боевые позиции в линию, несколько казаков показалось на вершине обрывистой возвышенности, огибая которую наша дорога сворачивала перед пересечением реки Клязьмы, которая в этом месте течет с юга на север. Мы остановились по эту сторону (реки), и разбили наш лагерь перед городом, куда, благодаря усилиям нескольких офицеров полка (фон Гремппу (Von Grempp) и Финку (Finkh)) к нам прибыла богатая подвода съестных припасов, идущая из Москвы».
17 сентября отряд продолжил свой путь по Владимирке. Генрих Роос так описывает этот день: «После обеда, марш был возобновлен с целью переправы через Клязьму. Мы нашли недавно построенный мост, но прочность материала была такова, что командиры полков ни за что не хотели переправлять своих лошадей и пушки. Мы шли вдоль реки, поднимаясь вверх по течению, чтобы пройти к месту с более пологим и широким берегом. Однако после тщетных поисков, мы нашли, что глубина реки настолько большая, что нельзя было и подумать о том, чтобы заставить войти тех, кто сидел на низкорослых лошадях. 
… Справа мы обошли гору, на которой накануне мы видели нескольких казаков. После того, как мы перешли через поле и прошли расположение русского лагеря, мы снова вышли на большую дорогу. В первой встреченной деревне жители были заняты тем, что паковали свои вещи, чтобы бежать от нас. В частности, одна крестьянка, дом которой располагался на небольшой возвышенности у дороги, лихорадочно занималась погрузкой на телегу кроватей и всякого рода других предметов. … Продолжая наш марш, мы увидели слева от дороги огромную равнину, простиравшуюся на восток, покрытую по большей части травой. Сено на зиму громоздилось там в многочисленных стогах, находившихся также и во многих деревнях. В одном из сёл возвышался господский дом. Вечером лагерь был размещен между Богородском и Покровом, возле одной деревни, окруженной холмистыми окрестностями. Как только часовые были расставлены, командиры полков отправились в деревню, чтобы подкрепиться, так как в этих местах все казалось спокойным». Предполагается, что отряд достиг деревни Киржач.
18 сентября отряд ушёл к реке Москве и далее (26 сентября) в город Подольск. Где именно проходил французский отряд на обратном пути до реки Москвы неизвестно.
23 сентября по воспоминаниям участника Владимирского ополчения Ивана Матвеевича Благовещенского: «все 15000 ополчан (из города Коврова) тронулись с места, и форсированным маршем дошли до деревни Киржач и тут взяли место позиции близ города Покрова и расположились биваками. Полк наш 5-й полковника Черепанова был в левой стороне, к Воиновой горе, и весьма усмотрели скоро, что горит Москва, к облакам дым и огненное пламя».

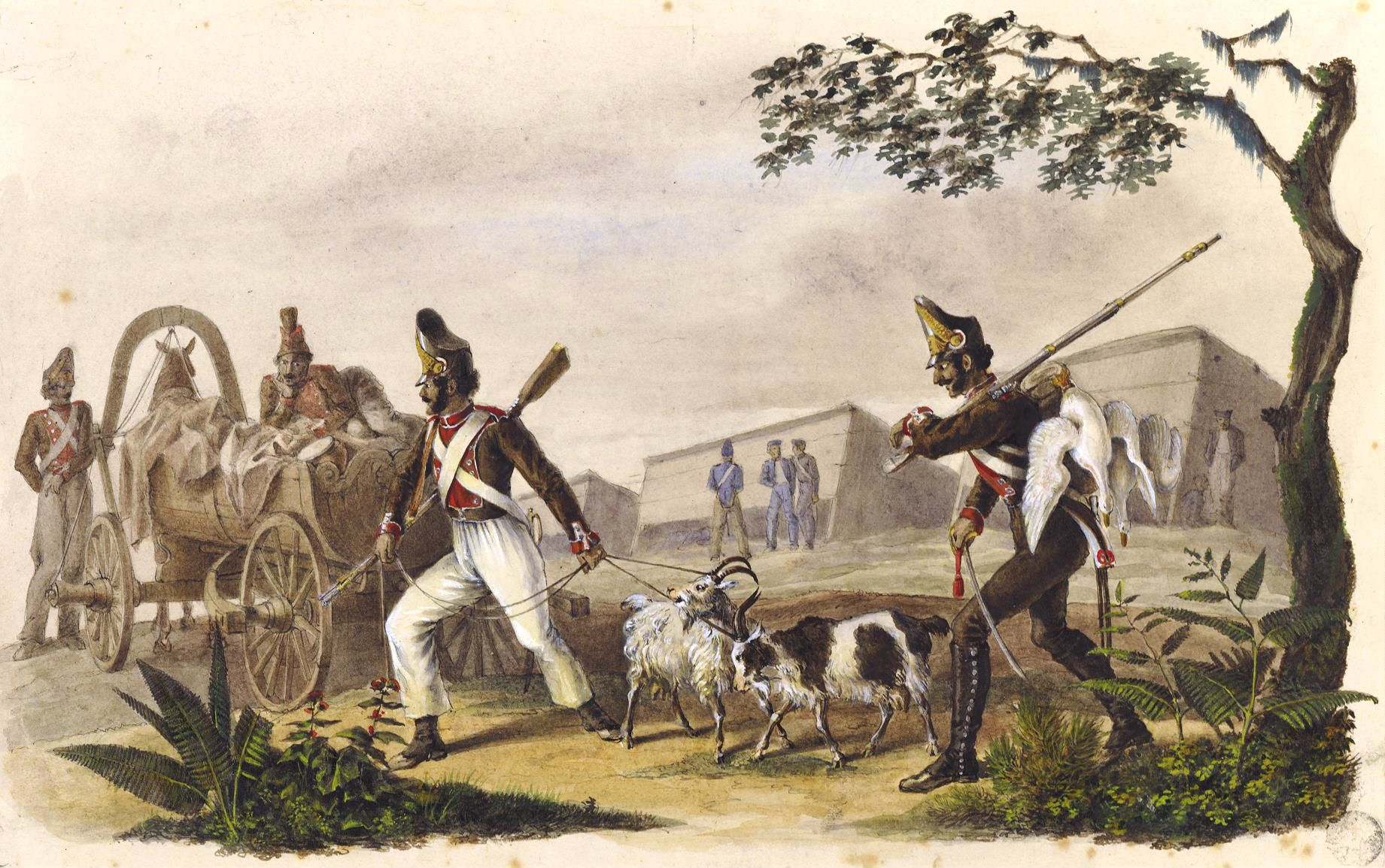
Фуражиры французской армии. Рисунок Христиана Вильгельма фон Фабера дю Фора.

29 сентября в 11 верстах от Москвы в селе Ивановском казаки напали на небольшой французский отряд, занятый грабежоми. С нашей стороны потерь не было. Пленных взято 11 человек: 7 немцев, 3 поляка, 1 француз; при конвое препровождены во Владимир к гражданскому губернатору.
2 октября на Троицкой и Владимирской дорогах казаками Донского казачьего войскового атамана Денисова 7-го полка под командованием Г. П. Победнова было взято в плен 93 человека, которые по Троицкой дороге были отосланы под конвоем в Ярославль. В эти дни передовые пикеты французов стояли на Владимирке между деревней Андроновкой и селом Ивановским «близь Зверинца», то есть в районе современных 1-й и 2-й улиц Измайловского Зверинца, где по указу Анны Иоанновны от 1731 года был устроен зверинец, в котором содержались редкие животные и птицы.
4 октября 1812 года отряды III корпуса под личным командованием маршала Мишеля Нея выступили из Москвы по Владимирке.
По замыслу Наполеона для снабжения армии в период планировавшейся зимовки в Москве, опорными пунктами сбора фуража и провианта должны были стать города Можайск, Дмитров и Богородск. Богородск предназначался III корпусу маршала Мишеля Нея. О численности отряда III корпуса, отправленного на Богородск у историков, занимавшихся этим вопросом нет общего мнения. Общепринятой считается цифра, указанная в донесении начальника Владимирского ополчения Бориса Андреевича Голицына о занятии французами Богородска от 24 сентября (6 октября), основывавшегося на данных разведки. Б. А. Голицын пишет о 6000 неприятельской пехоты и кавалерии при 8 пушках.
В Пехра-Яковлевском, французов встретил пост из пятидесяти русских казаков. Обстреляв передовую колонну, они начали отступление, непрерывно обстреливая головную колонну неприятеля из пистолетов. В Купавну был отправлен вестовой с приказом разобрать мост на речке Купавинке, чтобы замедлить наступление французов, что и было исполнено жителями села. Инженерам III корпуса под командованием шефа батальона Жавэна с солдатами пришлось восстанавливать мост под непрерывным обстрелом казаков. Поскакав дальше на Богородск, вестовой предупреждал жителей деревень на Владимирке о наступлении французов, и те уходили в окрестные леса.
Около 11 часов вечера 4 октября полуторатысячный отряд 24-го полка и эскадрон кавалерии подошел к земляному валу, опоясывавшему город Богородск. Богордск защищали 4 унтер-офицера и 70 рядовых Павлоградского гусарского полка под командованием штабс-ротмистра Богданского. 4 октября (22 сентября) крупный отряд французов с боем занял город Богородск на Владимирской дороге. Вместе с Павлоградцами, дав бой французам 4 октября (22 сентября), из Богородска выступила к Покрову конная команда хорунжего Горбачева, стоявшая пикетом в деревне Новой и при приближении французов, отошедшая в Богородск. В полночь отряд Антуана де Белера овладел городом Богородском, где французы нашли нетронутые склады с внушительными запасами провианта и водки, а также склад с пиками и топорами, предназначавшимися для вооружения крестьян и ополчения.
В рапорте о занятии французами Богородска, Б. А. Голицын писал главнокомандующему русской армией М. И. Кутузову: «Неприятель чрез Клязьму при деревне Бунькове перешел вброд и своими стрелками сбил наши пикеты, кои теперь находятся в Большой Дубне и делают разъезды впереди. По сим причинам оные команды гусар и казак остановлены, хотя они и требовали идти к своим полкам. / Предав сие на усмотрение Вашей светлости, не благоугодно ли будет повелеть к приумножению разъездов прибавить казаков»

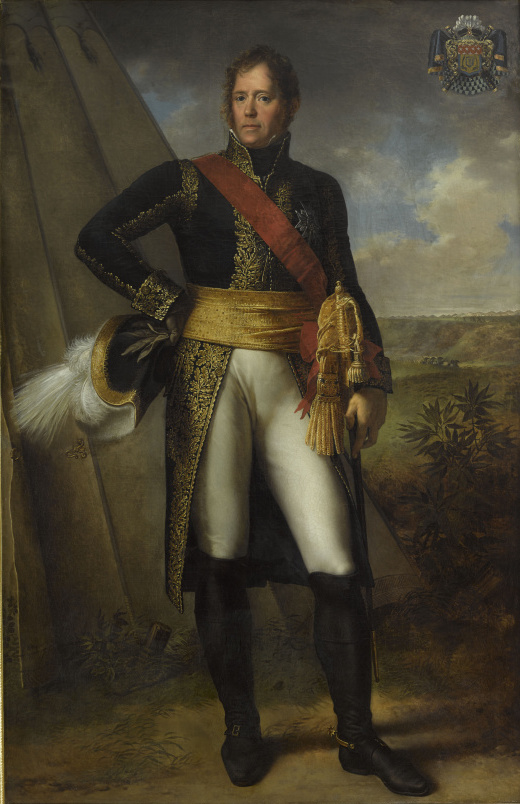
Мишель Ней — маршал Франции. Картинка художника Charles Meynier

5 октября, оставив сильный отряд на главной площади города, расположив пикеты у моста через Клязьму и у трёх городских застав, отряд французов продолжил преследование казаков по Владимирке. Заняв Успенский пороховой завод купца I гильдии Михаила Павловича Губина в селе Успенском. Два батальона отряда Белера захватили мост через Клязьму у деревни Буньково. Отряд из 50 донских казаков занял следующую после Буньково деревню Кузнецы за ними в первой линии ополчения в деревнях Большой и Малой Дубне Покровского уезда Владимирской губернии находился 1-й полк ополчения под командованием генерал-майора в отставке Петра Кирилловича Меркулова. Основные части Владимирского ополчения (2-й, 3-й и 5-й полки) занимали позицию к югу от Владимирской дороги в месте впадения реки Киржач в Клязьму у Воиновой горы. 5 октября в Богородск въехал маршал Мишель Ней, рапортовавший о занятии города маршалу Бертье. Ней отмечал, что при одобрении Императора он мог бы захватить Покров и частично продвинуться даже до Владимира.
Поскольку город Богородск не имел возможности вместить в своих постройках всех французских солдат, по приказу Нея в тот же день в нём французы развернули строительство бараков и временных складов. Наполеон запретил Нею дальнейшее движение на Покров и Владимир и приказывал сфокусироваться на сборе провианта и фуража и отправке его в Москву. Мародёрство запрещалось. Также Наполеон предупреждал Нея о том, чтобы его отряд находился в готовности в течение 24 часов покинуть Богородск и вернуться в Москву. Руководством французских войск были предприняты усилия для того что бы организовать подвоз крестьянами продуктов питания и фуража в Москву. Крестьянам гарантировалась безопасность и хорошая оплата. 18 крестьян из деревни Большое Буньково согласились торговать с неприятелем, за что впоследствии казнены «собственными их товарищами».
По просьбе военного историка А. И. Михайловского-Данилевского крестьянин Вохонской экономической волости Богородского уезда Герасим Матвеевич Курин (1777—1850) в 1820 году составил подробное описание происходивших тогда событий: «Сентября 23-го дня [5 октября н.с.]. Неприятель прибыл вышеписанного числа в г. Богородск с двумя дивизиями, в которых находилась некоторая часть конницы. Вохонские жители, узнав сие, некоторые старых лет с малыми детьми, видя себе неизбежную гибель, решились скрыться в лесах и в других потаенных местах для спасения себя от смерти, ибо наслышены были, что неприятель не щадил ни старых, ни малых, без милосердия убивал, а совершенных лет … возымели другое намерение, чтоб сразиться с неприятелем, или умереть, или отомстить злодею за нанесенное святым церквам и протчим святыням осквернение, то забалагорассудили избрать себе начальника и повелителя. Но как во оном селе Павлове, и Вохна тож, заприметя крестьянина Герасима Матвеева Курина, потому что он и во всех делах между крестьянами имел особливую расторопность, смелость и отважность, то надеялись, и в сем случае успеют удачно. Герасим Курин, вступя в сею для него неожиданную должность, возымел в себе наипаче бодрого духа и смелости, и в глазах его сверкал огонь любви ко отечеству, собрав своих воинов, отдал приказание, чтоб покупали ружья и делали пики, то сие в скором времени исполнено было».
Узнав о занятии маршалом Неем Богородска и потеряв связь с отрядом Винцингероде командующий Владимирским ополчением Б. А. Голицын имел приказ от Кутузова отступать при приближении крупных сил неприятеля к городу Владимиру. По получении известия о занятии Богородска французами, вохонский волостной сход решил составить дружину для самообороны. Партизанский отряд возглавляемый крестьянином Г. М. Куриным успешно противостоял мародерству, воевал с регулярными частями неприятеля и контролировал Вохонскую волость Богородского уезда, пока там не было ни оккупационной, ни российской государственной власти. Вооружённые столкновения крестьянской дружины с фуражирами и частями Великой армии происходили в селениях: Степурино, Большой Двор, Грибово, Субботино, Павлово, Назарово, Трубицыно, Носырёво.
13 октября 1812 года корпус Нея, в числе других корпусов, стоявших вокруг Москвы, получил приказ вернуться в столицу: Наполеон готовился к походу. Это и послужило причиной оставления неприятелем Богородска. Выход войск Нея начался около 10 вечера и город был очищен ко второй половине дня 14 октября. На смену им в город вошли казаки, приданные Владимирскому ополчению.

### Шоссе
Подготовительные работы по устройству шоссе от Москвы к Нижнему Новгороду были начаты в 1833 году. Проект дороги, составленный инженер-капитаном В. Л. Жилинским утвержден в 1837 году, в этом же году были начаты работы по строительству. С 1838—1839 года началось строительство мостов и труб. Дорога должна была иметь следующий профиль: ширина земляного полотна — 45 футов; в том числе 21 футов под каменную насыпь, 12 футов для летней дороги (то есть пути, идущему рядом с каменной насыпью по тому-же полотну) и по 6 сажен с каждой стороны для обочин,— пространства, оставленного на полотне для пешеходов, верстовых столбов, и склада материалов. Но из-за недостатка щебня каменная насыпь была сделана только в 18 футов. Толщина каменной насыпи 4—6 дюймов.

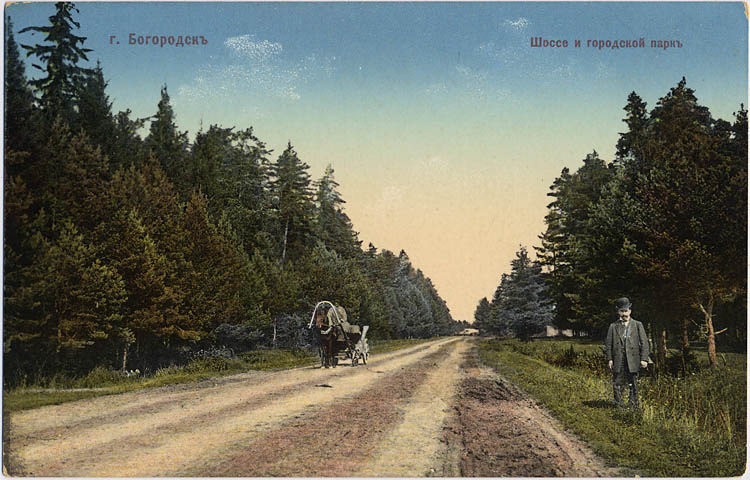
Шоссе проходящее через парк города Богородск

Для строительства шоссе, кроме вольнонаемных рабочих была назначена 16 пехотная дивизия, в составе полков: Владимирского и Суздальского пехотных и Углицкого (князя Остена-Сакена), Казанского егерских, две резервные дивизии 2-го и 6-го пехотных корпусов, каждая из 3-х бригад и 12-ти батальонов. В состав этих войск вошли резервные батальоны полков: 2-го корпуса, — Белозерский, Олонецкий, Архангелогородский, Вологодский, Муромский и Нижегородский пехотные; Шлиссельбургский, Ладожский, Костромской, Галицкий, Низовский и Симбирский егерские; 6-го корпуса, — Владимирский, Суздальский, Московский, Бутырский, Рязанский и Ряжский пехотные; Углицкий, Казанский, Бородинский, Тарутинский, Белёвский и Тульский егерские. Всего 33 168 человек (нижних чинов, включая офицеров и нестроевых). Войска эти, будучи расположены во Владимирской и частью Нижегородской губерниях, занимались преимущественно земляными работами. С 1839 года войска были отозваны, и окончание работ по устройству шоссе было произведено вольно-наемными рабочими, с подряда, отданного Владимирским купцам Ильину и А. Н. Никитину.
Щебень для строительства и ремонта шоссе, добывался в следующих местах:
- близ Москвы, преимущественно в Драгомиловской слободе близ Серпуховской заставы и у Троицы в Сыромятниках;
- к Богородску камень подвозили сухим путём за 6 верст к линии шоссе из карьеров, находящихся на старом Рязанском тракте близ деревень Вязовки и Выхонь; также добывали камень в окрестностях деревень Нащенково, Амерево, Хотово, Анискино и Жигаловка;
- жители деревень Марьино, Колонтаево, Софьино доставляли некоторое количество камней собирая их по полям;
- карьеры в селе Троицком и в самом Богородске, где камень собирался на дворах у владельцев;
- крупный карьер находятся около села Бункова, в 60 верстах от Москвы;
- во Владимирской губернии камни доставлялись на шоссе обывателями: крестьяне, собирая камень по полям, продавали его по произвольной цене;
- восточная часть шоссе во Владимирской губернии засыпалась камнем сплавляемым по реке Клязьма из Ковровского уезда;
- в Нижегородской губернии шоссе снабжалось камнем из села Шиморова, лежащего на Оке, крестьяне этого села скупали камень, собираемый по берегам Оки и по полям, и сплавляли его за 200 верст, к деревне Черноречье, находящейся на самом шоссе;
- до Нижнего Новгорода камень заготавливался на Кунавинской и других пристанях, куда сплавлялся с Волги и Оки, и даже из Костромской и Ярославской губернии[16].
- для покрытия шоссе камень выламывался также их мостовых городов и селений Владимирской губернии, обыватели пытались прятать выломанный камень, но полиция этому препятствовала[37].

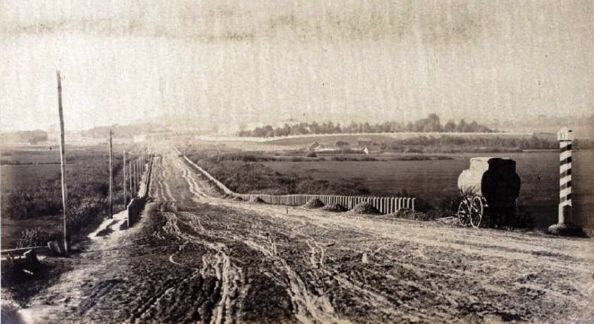
Владимирка. 1858—1862 гг. Фотограф: Фердинанд Бюро

В 1869 году Нижегородское шоссе имело 348 мостов; все они, деревянные, кроме построенного в 1837 году моста через реку Лыбедь во Владимире, который был построен из Ковровского белого камня, с гранитными столбами и чугунными перилами. Через реку Нерль, при Боголюбовском монастыре, через реку Клязьму при деревне Пенкино и при селе Мачково, весною переправлялись на паромах. В городах, некоторых сёлах, деревнях и других местах, на протяжении Нижегородского шоссе летний путь вымощен камнем; всей мостовой, исключая городов Москвы, Владимира и Нижнего-Новгорода, имелось 18581 квадратных саженей. Водосточные канавы идущие вдоль обеих сторон шоссе там, где оно пролегает в выемках, большей частью тоже вымощены булыжным камнем. Там где шоссе проходит по насыпям выше 5 футов по обеим сторонам его поставлены деревянные надолбы, для безопасности при проезде.
В 1845 году было приказано на каждой версте шоссе ставить с обеих сторон, на обочинах каменные номерные знаки. Всех таких камней на шоссе было до 3400 штук. Через несколько лет было приказано вбивать в вершину каждого верстового столба гвоздь, остриём к верху, чтобы препятствовать птицам садиться на столбы и их портить. Гвозди были вбиты, а птицы садилась на них или около них также удобно, как и прежде.
После строительства шоссе дома в селениях приказано было строить в расстоянии 10 саженей от полотна дороги; но те строения, которые уже существовали, оставлены.

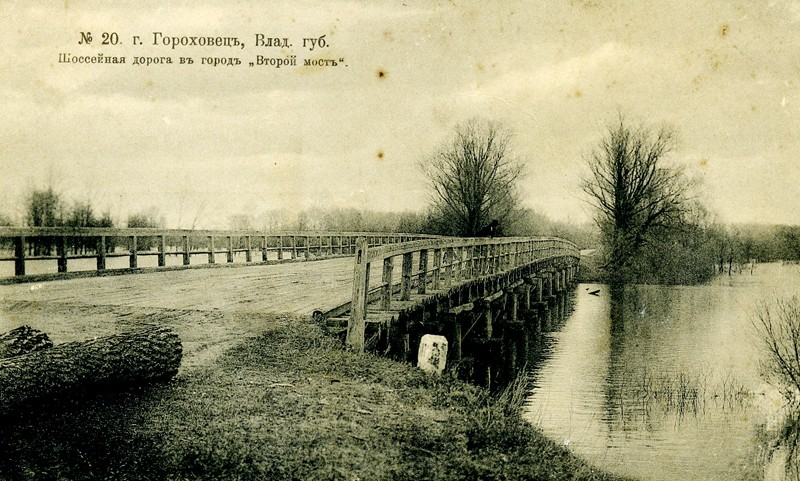
Мост в городе Гороховец

В 1869 году на шоссе находились пять каменных заставных домов дорожного сбора: около станции Горенки (в 18 верстах от Москвы), на реке Дубне (в 80 верстах); на реке Колокше (в 155 верстах), на реке Клязьме около деревни Пенкино (в 200 верстах), и рядом с селом Мячково (в 300 верстах). Дома эти были окружены садиками. В них помещался смотритель с командой, и собирается с проезжающих, кроме снабжённых казёнными подорожными, сбор в пользу ремонта шоссе, по таксе, утверждённой Государственным Советом, 6 апреля 1849 года. Такса: от 1 до 4,5 копеек за каждые 10 вёрст и 1 лошадь (на маршрут от Москвы до Нижнего-Новгорода составлявший 391,5 вёрст, от 39 копеек до 1 рубля 75,5 копеек с каждой лошади. Сбор этот зависел от времени года и особенностей экипажа; при получении денег проезжающим выдавалась вырезная контрмарка. С открытием Московско-Нижегородской железной дороги грузопоток по шоссе уменьшился и средств на её ремонт стало выделяться меньше. Прибывший в 1858 году главноуправляющий путями сообщения генерал-адъютант К. В. Чевкин, удостоверившись в бедственном состоянии шоссе, выделил на его перестройку 600000 рублей, рассчитанные на в три года работ, отдав этот капитал в хозяйственное распоряжение инженер капитана Ф. Ф. Риделя, который привёл шоссе в надлежащий вид; но движение перешло на отстроенную, в 1862 году железную дорогу, шоссе оказалось почти совсем оставленным и даже местами поросло кустарником и травою.
С XVIII века Владимирский тракт использовался для отправки в Сибирь осуждённых на каторгу. В середине XIX века сибирский конный этапный путь от Москвы до Владимира проходил по шоссе, а от Владимира до Нижнего Новгорода по старому, почтовому тракту на Ковров, Вязники и Гороховец. С 1852 года утверждено положение по переводе этапного пути от Владимира до Нижнего Новгорода также на шоссе. С открытием Нижегородской железной дороги в 1863 году ссыльных уже не гоняли пешим или гужевым ходом, а перевозили в вагонах до Нижнего Новгорода, а от него уже водой и дорогами через Тюмень и далее по Сибири.

Владимирское шоссе идет от Москвы на восток. Щебень насыпан в 22 фута ширины; путь этот называется Сибирским и служит сообщением Москвы с городами восточной России: Владимиром, Нижним Новгородом, Казанью, Оренбургом и Уфою; на знаменитую Нижегородскую ярмарку провозятся по этому шоссе товары из Москвы и Петербурга; и с Нижегородской ярмарки идут по нему обратно. В летнее время, кроме перевозки тяжестей, проезд по Владимирскому шоссе весьма велик; три раза в неделю отправляются из Москвы до Нижнего Новгорода почтовые кареты; кроме того, почти ежедневно отправляются дилижансы трех частных заведений. От Москвы до Купавинской станции шоссе идет большею частию лесами… Реки, пересекающие эту дорогу, суть следующие: на 18 версте от Москвы речка Чижовка, от ст. Горенской на 3 версте р. Пехра, на 14 версте речка Купавинка… Через все поименованные реки и речки находятся постоянно и хорошо устроенные деревянные мосты; одни на сваях, усыпанные сверху щебнем, другие же на сваях и арках, с дощатым полом…
— «Военно-статистическое обозрение. Московская губерния» (СПб., 1853)

Шоссе в пределах Владимирской губернии имеет длину 256 вёрст. Полотно его разделяется на две половины: одна усыпана щебнем, другая оставлена земляная, для облегчения езды в сухое время года: по бокам оно обрыто канавами, но деревьями не обсажено. Земляная насыпь значительно поднята только в двух местах.
— «Военно-статистическое обозрение. Владимирская губерния.» (1852)
Другое описание тракта касается участка где-то между городами Покров и Орехово-Зуево:

Москва с её оживлением осталась позади… Я стал расспрашивать крестьян про дорогу и в первый раз услышал упоминание о старом почтовом тракте между Москвой и Нижним Новгородом… Когда я в самом деле очутился на «столбовой» дороге, ограждённой канавками и протянувшейся между тощим кустарником куда-то в гору, на меня вдруг напала щемящая тоска… Я сообразил, что ведь этот большой тракт и есть знаменитая «Владимирка»… Она ведёт через Владимир не только в Нижний, но и много дальше, восточнее, куда ворон не заносит добровольно костей… тут я… в самом деле… «попирал» ногами заплывшую песком и дорожной грязью щебёнку подлинной Владимирки— Лукашевич А. В народ! (Из воспоминаний семидесятника) - в журн. "Былое", 1907, № 3 (15). С. 22-23.
В 1919 году часть Владимирского тракта от московской Рогожской заставы переименована в Шоссе Энтузиастов. Под «энтузиастами» инициатор переименования А. В. Луначарский подразумевал революционеров и политических заключённых, которые следовали в ссылку этим трактом.
Уже к 1960-м годам смысл переименования многими москвичами забылся, название воспринималось как советский «гимн оптимизму».
В настоящее время по маршруту проложена часть федеральной автодороги М7 «Волга». На некоторых спрямлённых участках дороги, в стороне от асфальтового покрытия, например в деревне Старое Семёнково (ныне: Петушинский район Владимирской области), сохранились остатки старинного булыжного мощения.

### Разбойники
- В начале XVII века на Владимирском и Коломенском трактах орудовали разбойные ватаги некоего атамана Салкова. Грабили даже правительственные продовольственные обозы, что вынудило царя Василия Шуйского выслать против этого атамана воинскую силу под руководством воеводы князя Д. М. Пожарского, который и покончил с разбойниками на Владимирском тракте, при речке Пехорке (близ Москвы), с главными силами Салкова, хотя самому атаману удалось спастись бегством[2].
- С середины или конца 70-х годов XIX века народная молва возвела в ранг «неуловимого» разбойного атамана под кличкой Чуркин действовавшего на Владимирке и просёлочных дорогах между Богородском и Орехово-Зуево. Чуркин был местным уроженцем Богородского уезда Московской губернии, из деревни Барской. Описан в одном из очерков В. А. Гиляровского[2].

### Катастрофы
- Разрушение Боголюбовского моста на Нижегородском шоссе в 1851 году.
 В Боголюбовском монастыре, хранится особо чтимая народом икона Божией Матери, написанная при Князе Андрее Юрьевиче Боголюбском. Эта икона, по указу Императрицы Екатерины II, со времени бывшей в Империи в 1771 году эпидемии чумы, ежегодно приносится 21 мая во Владимир в сопровождении народа (до 15000 человек). После обедни, совершаемой в монастыре 20 мая, икона, в 4 часа пополудни, переносилась в Доброе село, находящееся на 6-й версте от Владимира, где, в приходской церкви (бывший Царевоконстантиновский монастырь) служилась всенощная и затем, на другой, день, икону несли во Владимир, куда она прибывала около 10 часов утра, 21 мая. Так было и в 1851 году. Едва икона, вынесенная из монастыря, и сопровождаемая многочисленным духовенством перешла находящийся под самым монастырём деревянный мост, вышиной в 5 и длиной 16 саженей, построенный через сухой овраг, как мост обрушился и увлек в своём падении всю массу народа, в это время на нём находившуюся. Мост обрушился не какою-нибудь своею частью, но упал весь. Убитых оказалось 149, раненых 58; из последних многие умерли. Мост, построенный в 1839 году, обрушился из-за подгнивших в местах погружения в землю свай и от груза, на который не был рассчитан. Ответственные за освидетельствование состояния моста инженер-штабс-капитан Яхимовский и инженер-подполковник Запольский по приговору военного суда при Московском ордонансгаузе были подвергнуты месячному аресту на гауптвахте, а инженер-генерал-майор Шуберскому был сделан выговор, без внесения в формулярный список[16].

## Сохранившиеся участки тракта
- В Измайловском лесопарке города Москвы[1].
- В Терлецком лесопарке города Москвы сохранился участок старой дороги в виде аллеи, вдоль которой установлены памятные камни и верстовые столбы. Общая протяженность сохранившегося участка составляет около полутора километров.
- В деревне Старое Семёнково сохранился 300-метровый участок Владимирки между избами деревни. На этом участке разграничительная линия в середине полотна выложена более крупными булыжниками[1].
- На 31-м км (деревня Щемилово — посёлок Зелёный), на 39-м км (поворот на станцию Монино) и на 135-м км, недалеко от деревни Пекша[39].